# Johann Philipp Grauel
Johann Philipp Grauel (* 13. November 1711 in Straßburg; † 29. November 1761 ebenda) war ein deutscher Arzt.

## Leben
Johann Philipp Grauel war ein Sohn von Johann Valentin Grauel, einem in Straßburg tätigen Kaufmann. Er studierte nach der Absolvierung seiner frühen Schulausbildung an der Universität seiner Vaterstadt die Theologie. Er beendete dieses Studium jedoch nicht, sondern wandte sich der Medizin zu. Nachdem er 1738 durch die übliche Verteidigung einer Abhandlung, die den Titel Dissertatio de superfoetatione trug, die medizinische Doktorwürde erlangt hatte, machte er zu seiner weiteren Ausbildung eine Reise durch mehrere europäische Länder und hielt sich längere Zeit in Leiden auf. Nach seiner Heimkehr ließ er sich als praktischer Arzt in Straßburg nieder, nahm aber 1741 eine Professur der Naturwissenschaft an der dortigen Universität an und erhielt für seine Vorlesungen großen Zuspruch.
Als Schriftsteller versuchte sich Grauel nur durch zwei kleine in das medizinische und naturwissenschaftliche Fach gehörige Abhandlungen:
- Dissertatio de rore miraculoso Gideonis, 1744
- Dissertatio de salium effectu frigorifico in liquoribus, 1748

Dagegen legte Grauel mit großem Fleiß und Geldaufwand eine Mineraliensammlung an, die sein Sohn unter dem Titel Museum Grauelianum sive collectionis regni mineralis, praecipue historiam naturalem illustrantis a J. Ph. Grauel … (1772) beschrieb und für die Wissenschaft ausbeutete. Grauel starb am 29. November 1761 im Alter von 50 Jahren in Straßburg.